# Die alte Universität
Die alte Universität ist eine Novelle von Wilhelm Raabe, die im Sommer 1858 entstand und im Oktober desselben Jahres unter dem Pseudonym Jakob Corvinus in Westermann’s Illustrirte Deutsche Monatshefte erschien. 1862 wurde sie zusammen mit weiteren Erzählungen Raabes in der Sammlung „Verworrenes Leben – Novellen und Skizzen“ bei Carl Flemming in Glogau herausgebracht (Nachauflagen 1896, 1901 und 1905). Siehe #Erstausgabe.
Die Novelle verbindet die historisch verbürgte Feier des Gedächtnisses der vormahligen Hochschule Julia Carolina zu Helmstedt, veranstaltet im Monate Mai des Jahres 1822, ein Treffen von Absolventen der 1810 geschlossenen Universität Helmstedt am 29. Mai 1822, mit einer romanhaften Handlung um leidenschaftliche Eifersucht und alte Blutschuld, zu der Raabe von der Grabplatte des 1584 nach einem Duell verstorbenen Studenten Alexander Kock in der St.-Stephani-Kirche (Helmstedt) inspiriert worden sein mag.

## Inhalt
Pastor Adam Cellarius lebt mit seiner Tochter Ehrhardine in dem kleinen Harzdorf Sachsenborn. Ehrhardines Mutter war früh verstorben. Der Pastor hatte die Tochter als Pflegerin zu einer kränklichen Tante in die Jüdenstraße nach Göttingen geschickt. Gerade als ein junger Student aus Amerika sich Ehrhardine nähern wollte, war die mürrische Tante verstorben. Der Pastor hatte darauf die Tochter nach Sachsenborn zurückgerufen.
In Helmstedt trifft Adam während des oben genannten Treffens ehemaliger Studenten auf seinen alten Freund und jetzigen Todfeind Siegfried Hartriegel. Adams Bruder Ernst war in der Studentenzeit vor 30 Jahren in einem Duell von Siegfried erstochen worden. Die Freunde hatten um Antonie gekämpft. Adam spricht Antonie, die seit langem schon auf dem Friedhof ruht, von Schuld frei. Er verzeiht Siegfried. Adam begibt sich auf die Heimreise. Unterwegs schließt sich ihm ein junger Mann an. Dieser stellt sich als Dr. med. George Hartriegel aus Tuscaloosa, USA, vor. Ehrhardine und George, der Sohn Siegfrieds, werden ein Paar. Adam dankt Gott für diese Fügung.

## Rezeption
Die Novelle wurde 1863 von Gustav Hauff, 1931 von Wilhelm Schrager und 1937 von Wilhelm Fehse besprochen.

## Ausgaben

### Erstausgabe
- Westermann’s Illustrirte Deutsche Monatshefte Nro. 25 – October 1858, S. 1–11 (Westermanns Jahrbuch der Illustrirten Deutschen Monatshefte. Ein Familienbuch für das gesamte geistige Leben der Gegenwart. Fünfter Band, Oktober 1858 – März 1859. Braunschweig 1959.) books.google, books.google, archive.org, MDZ
- Verworrenes Leben. Novellen und Skizzen von Wilhelm Raabe (Jakob Corvinus). 263 Seiten. Carl Flemming, Glogau 1862 (Die alte Universität. Der Junker von Denow. Aus dem Lebensbuch des Schulmeisterleins Michel Haas. Wer kann es wenden? Ein Geheimnis) books.google, books.google

### Verwendete Ausgabe
- Die alte Universität. S. 357–384. Mit einem Anhang, verfasst von Karl Hoppe und Eberhard Rohse, S. 591–602 in Karl Hoppe (Bearb.), Hans Oppermann (Bearb.): Die Kinder von Finkenrode. Der Weg zum Lachen. Der Student von Wittenberg. Weihnachtsgeister. Lorenz Scheibenhart. Einer aus der Menge. Die alte Universität. Der Junker von Denow. Aus dem Lebensbuch des Schulmeisterleins Michel Haas. Wer kann es wenden? Vandenhoeck & Ruprecht, Göttingen 1992. Bd. 2 (2. Aufl., besorgt von Eberhard Rohse), ISBN 3-525-20164-8 in Karl Hoppe (Hrsg.), Jost Schillemeit (Hrsg.), Hans Oppermann (Hrsg.), Kurt Schreinert (Hrsg.): Wilhelm Raabe. Sämtliche Werke. Braunschweiger Ausgabe. 24 Bde.